# Västra Njudungs tingslag
Västra Njudungs tingslag var ett tingslag i Jönköpings län. Det ingick från 1934 i Njudungs domsaga, innan dess, från 1780, i Västra härads domsaga (och tingslaget bar då namnet Västra härads tingslag).
Tingslaget bildades 1680 och uppgick 1 januari 1948 (enligt beslut den 10 juli 1947) genom ett samgående med Östra Njudungs tingslag upp i Njudungs domsagas tingslag.
Tingslaget omfattade Västra härad.